# Euskirchen
Euskirchen é uma cidade da Alemanha, capital do distrito homónimo, na região administrativa de Colónia, estado da Renânia do Norte-Vestfália.

## Personalidades
- Hermann Emil Fischer (1852-1919), prémio Nobel da Química de 1902